# Nesopupa turtoni
Nesopupa turtoni је пуж из реда Stylommatophora и фамилије Pupillidae. 

## Угроженост
Ова врста је наведена као изумрла, што значи да нису познати живи примерци.

## Станиште
Врста Nesopupa turtoni има станиште на копну.